# Francisco Robles Ortega
Francisco Robles Ortega, né le 2 mars 1949 à Mascota au Mexique, est un cardinal mexicain, archevêque de Guadalajara depuis décembre 2011.

## Biographie

### Études
Francisco Robles Ortega a passé ses années de séminaire au Mexique, puis a poursuivi ses études à Rome juste après son ordination sacerdotale, à l'université pontificale grégorienne où il a obtenu une maîtrise de théologie dogmatique.

### Prêtre
Il a été ordonné prêtre le 20 juillet 1976 pour le diocèse d'Autlán au Mexique. De retour de Rome, il a exercé son ministère au petit séminaire puis au grand séminaire de son diocèse. Il a également assumé diverses responsabilités successives à l'échelle du diocèse : consulteur diocésain, président du conseil presbytéral, membre de la commission pour la formation permanente du clergé et de la commission diocésaine pour la doctrine de la foi et vicaire général de 1985 à 1991.

### Évêque
Nommé évêque titulaire de Bossa (de) et évêque auxiliaire de Toluca le 30 avril 1991, il a été consacré le 5 juin suivant. C'est à ce titre qu'il a été vice-président du synode diocésain en 1991. Le 15 octobre 1995, à la mort d'Alfredo Torres Romero, il a été désigné administrateur du diocèse avant d'en être nommé évêque le 15 juin 1996. À ce titre, il a participé à l'Assemblée spéciale du Synode des évêques pour l'Amérique qui s'est tenue au Vatican en décembre 1997.
Au sein de la Conférence de l'épiscopat mexicain, il a été président du département de pastorale des sanctuaires et président de la commission pour l'éducation et la culture.
Il est nommé archevêque de Monterrey le 25 janvier 2003. Devenu cardinal, il est transféré à Guadalajara le 7 décembre 2011.

### Cardinal
Francisco Robles Ortega a été créé cardinal par le pape Benoît XVI lors du consistoire du 24 novembre 2007 avec le titre de cardinal-prêtre de S. Maria della Presentazione.
Le 12 juin 2008, il est nommé membre du Commission pontificale pour l'Amérique latine. Il participe au conclave de 2013 qui élit le pape François puis au conclave de 2025 qui élit le pape Léon XIV.
Le 16 décembre 2013, il est nommé par François membre de la Congrégation pour les évêques.
Le 9 septembre 2014, il est nommé par le pape Père synodal pour la troisième assemblée générale extraordinaire du synode des évêques sur la famille se déroulant du 5 octobre au 19 octobre en qualité de président de la Conférence de l'épiscopat mexicain.